# Abludomelita obtusata
Abludomelita obtusata är en kräftdjursart som först beskrevs av Montagu 1813.  Abludomelita obtusata ingår i släktet Abludomelita och familjen Melitidae. Arten är reproducerande i Sverige. Inga underarter finns listade i Catalogue of Life.